# Ernst von Feuchtersleben
Barão Ernst Von Feuchtersleben (29 de Abril de 1806 – 3 de Setembro de 1849) foi um poeta, médico e filósofo austríaco.
Foi sepultado no Cemitério de São Marcos.

## Publicações
- Zur Diaetetik der Seele (Hygiene da Alma, tr. de Ramalho Ortigão).[1]